# Иверсен, Стеффен
Сте́ффен И́версен (норв. Steffen Iversen; род. 10 ноября 1976[…], Осло) — норвежский футболист, нападающий. Выступал за сборную Норвегии.

## Карьера

### Ранние годы
Первым клубом Иверсена был «Националь-Камератене», потом он играл за «Астор». В 1994 году он перешёл в «Русенборг», с которым выиграл чемпионаты Норвегии 1995 и 1996 года. В то время Стеффена считали одним из самых ярких талантов норвежского футбола.

### Англия
Проявив себя в национальном чемпионате и Лиге Чемпионов, Иверсен привлек к себе внимание европейских клубов, и уже в ноябре 1996 года он перешёл в «Тоттенхэм Хотспур». Он дебютировал за «шпор» в матче против «Ковентри Сити», а спустя несколько недель забил свой первый гол в Премьер-лиге в матче против «Саутгемптона». Иверсен был лучшим бомбардиром «Тоттенхэма» в сезонах 1998/99 и 1999/00 (13 и 17 мячей соответственно). В следующем сезоне Иверсен получил травму и больше не смог закрепиться в основном составе. Летом 2003 года Иверсен перешёл в клуб «Вулверхэмптон Уондерерс». В этом клубе ему также не удалось закрепиться в составе. Всего Иверсен провёл в Англии 8 лет, выиграв Кубок Футбольной лиги 1999 года с «Тоттенхэмом».

### Возвращение
В 2004 году Иверсен вернулся в Норвегию, в клуб «Волеренга», где сыграл огромную роль (наряду с Арни Арасоном) в завоевании золотых медалей чемпионата в 2005 году. Контракт с клубом закончился 31 октября 2005 года, и Иверсен стал свободным агентом. Пошли слухи о том, что игроком интересуются «Мальорка», «Эвертон» и ещё несколько клубов. Однако, 10 февраля 2006 года Иверсен объявил о своём желании вернуться в «Русенборг», где когда-то началась его профессиональная карьера. Официально Стеффен стал игроком «Русенборга» 13 февраля. В сезоне 2006/07 он стал лучшим бомбардиром команды с 18 голами и помог выиграть чемпионат Норвегии, в четвёртый раз в своей карьере.

### «Второе рождение»
Иверсен продолжил радовать болельщиков «Русенборга» и в 2007 году, забив уже во втором матче сезона 2 гола. Самым удачным для Стеффена оказался поединок на домашней арене «Русенборга» «Леркендаль» с «Викингом» из Ставангера, в котором он отличился дважды и помог команде выиграть со счётом 4:2. Бессменный лучший бомбардир «Русенборга» сыграл 23 из 26 игр в лиге 2007 года, из них в 20 матчах он выходил в стартовом составе.
Кроме того, Стеффен отличился и в Лиге чемпионов, забив 2 победных мяча в ворота «Валенсии».
Когда трансферный рынок открылся зимой 2007 года, бельгийский «Генк» предпринял серьёзную попытку заполучить игрока. В контракте Иверсена тогда значилось, что после 31 декабря 2006 он может свободно перейти в другой клуб. Однако, Иверсен отказался подписывать контракт и остался в Трондхейме.
Сезон 2008 года начался для Иверсена с травмы и он пропустил 4 первых матча Премьер-лиги. Но по возвращении на поле он забил в четырёх матчах подряд (в мае и июне). На протяжении всего сезона он забил 10 голов.
Летом 2008 года было много слухов относительно его перехода в английский Чемпионшип, в частности в «Кристал Пэлас», «Норвич» или «Ипсвич», однако Иверсен сохранил верность своему клубу.
В 2009 году компанию Иверсену в нападении составил молодой Раде Прица, с которым он сыгрался довольно быстро. В стартовом составе главного тренера «Русенборга» Эрика Хамрена Иверсен играл оттянутого нападающего или атакующего полузащитника. Стеффен Иверсен забил за сезон 9 голов в 29 матчах и отдал 8 голевых передач.

### «Кристал Пэлас»
В конце 2010 года руководство «Русенборга» предприняло многочисленные попытки сохранить Иверсена в своём составе. Тем не менее, Стеффен принял решение покинуть клуб. 1 января 2011 года Стеффен подписал полуторагодичный контракт с клубом английского Чемпионшипа «Кристал Пэлас».

### В сборной
Иверсен — участник Евро 2000 в составе сборной Норвегии, за которую всего сыграл 79 матчей и забил 21 гол.

## Достижения

### Клуб
«Русенборг»
- Чемпион Норвегии: 1995, 1996, 2006, 2009, 2010
- Кубок Норвегии: 1995

«Тоттенхэм»
- Победитель Кубка футбольной лиги: 1999

«Волеренга»
- Чемпион Норвегии: 2005

### Личные
- Игрок года: 2006
- Игрок месяца: Сентябрь 2006
- Нападающий года (Премия Книксен): 2006
- Обладатель Золотых Часов норвежской ФА (часы вручаются игрокам, проведшим более 25 матчей за сборную Норвегии)

## Голы за сборную
| #  | Дата            | Стадион                 | Соперник          | Гол | Результат | Соревнование            |
| -- | --------------- | ----------------------- | ----------------- | --- | --------- | ----------------------- |
| 1  | 20 мая 1999     | Уллевол, Осло           | Ямайка            | 6:0 | Победа    | Товарищеский матч       |
| 2  | 30 мая 1999     | Уллевол, Осло           | Грузия            | 1:0 | Победа    | Отборочный матч ЧЕ-2000 |
| 3  | 5 июня 1999     | Кемаль Стафа, Тирана    | Албания           | 2:1 | Победа    | Отборочный матч ЧЕ-2000 |
| 4  | 8 сентября 1999 | Уллевол, Осло           | Словения          | 4:0 | Победа    | Отборочный матч ЧЕ-2000 |
| 5  | 27 мая 2000     | Уллевол, Осло           | Словакия          | 2:0 | Победа    | Товарищеский матч       |
| 6  | 13 июня 2000    | Фейеноорд, Роттердам    | Испания           | 1:0 | Победа    | ЧЕ-2000                 |
| 7  | 12 октября 2002 | Лиа Манолио, Бухарест   | Румыния           | 1:0 | Победа    | Отборочный матч ЧЕ-2004 |
| 8  | 15 ноября 2003  | Месталья, Валенсия      | Испания           | 1:2 | Поражение | Отборочный матч ЧЕ-2004 |
| 9  | 18 февраля 2004 | Уиндзор Парк, Белфаст   | Северная Ирландия | 4:1 | Победа    | Товарищеский матч       |
| 10 | 9 октября 2004  | Хэмпден Парк, Глазго    | Шотландия         | 1:0 | Победа    | Отборочный матч ЧМ-2006 |
| 11 | 16 ноября 2004  | Крэйвен Коттэдж, Лондон | Австралия         | 2:2 | Ничья     | Товарищеский матч       |
| 12 | 8 июня 2005     | Розунда, Сольна         | Швеция            | 3:2 | Победа    | Товарищеский матч       |
| 13 | 6 сентября 2006 | Уллевол, Осло           | Молдова           | 2:0 | Победа    | Отборочный матч ЧЕ-2008 |
| 14 | 2 июня 2007     | Уллевол, Осло           | Мальта            | 4:0 | Победа    | Отборочный матч ЧЕ-2008 |
| 15 | 6 июня 2007     | Уллевол, Осло           | Венгрия           | 4:0 | Победа    | Отборочный матч ЧЕ-2008 |
| 16 | 8 сентября 2007 | Зимбру, Кишинёв         | Молдова           | 1:0 | Победа    | Отборочный матч ЧЕ-2008 |
| 17 | 21 ноября 2007  | Та Квали, Та Квали      | Мальта            | 4:1 | Победа    | Отборочный матч ЧЕ-2008 |
| 18 | 21 ноября 2007  | Та Квали, Та Квали      | Мальта            | 4:1 | Победа    | Отборочный матч ЧЕ-2008 |
| 19 | 21 ноября 2007  | Та Квали, Та Квали      | Мальта            | 4:1 | Победа    | Отборочный матч ЧЕ-2008 |
| 20 | 6 сентября 2008 | Уллевол, Осло           | Исландия          | 2:2 | Ничья     | Отборочный матч ЧМ-2010 |
| 21 | 6 сентября 2008 | Уллевол, Осло           | Исландия          | 2:2 | Ничья     | Отборочный матч ЧМ-2010 |

## Личная жизнь
Стеффен — сын футболиста Одда Иверсена. Хотя он родился в Осло, многие считают его коренным жителем Трёнделага (региона с центром в Тронхейме), потому что Иверсен разговаривает на местном диалекте, а его отец успешно играл за «Русенборг».
Иверсен довольно общительный человек. Он часто появлялся в пресс-центре своего клуба рядом со стадионом «Леркендал», чтобы пообщаться с фанатами или подписать чью-нибудь сувенирную футболку. Также Стеффен вёл вместе с Вадимом Демидовым блог на официальном сайте «Русенборга».